# 권도식
권도식(權道植, 1965년 3월 26일 ~ )은 대한민국의 정치인이다. 제8대 경상북도 예천군의원이었다. 해외연수 중 여성접대부를 요구하는 등을 빚었다.

## 학력
- 예천국민학교 졸업
- 대창중학교 졸업
- 예천농업고등학교(폐교) 졸업
- 경도대학 토목환경학과 졸업

## 경력
- 1982 육군 병장 만기 전역
- 1982 ~ 1991 남본2리 새마을 지도자
- 1984 ~ 1989 예천JC
- 2005 ~ 2006 예천군 축구협회장
- 2014 ~ 상록수 축구단 회장
- 예천군 축구협회 고문
- 2018.07 ~ 2019.02 제8대 경상북도 예천군의회 의원
- 2019.02.01 제명

## 논란
권도식 의원이 여성접대부를 요구하는 등의 물의를 빚은 사건이다.

## 역대 선거 결과
|  | 7.87% |

|  | 23.78% |